# Austria na Zimowych Igrzyskach Olimpijskich 1994
Austrię na Zimowych Igrzyskach Olimpijskich 1994 reprezentowało 80 zawodników.

## Zdobyte medale
| Medal  | Zawodnik                                                          | Dyscyplina            | Konkurencja                        |
| ------ | ----------------------------------------------------------------- | --------------------- | ---------------------------------- |
| Złoto  | Thomas Stangassinger                                              | Narciarstwo alpejskie | slalom mężczyzn                    |
| Złoto  | Emese Hunyady                                                     | Łyżwiarstwo szybkie   | 1500 m kobiet                      |
| Srebro | Elfi Eder                                                         | Narciarstwo alpejskie | slalom kobiet                      |
| Srebro | Emese Hunyady                                                     | Łyżwiarstwo szybkie   | 3000 m kobiet                      |
| Srebro | Markus Prock                                                      | Saneczkarstwo         | jedynki mężczyzn                   |
| Brąz   | Christian Mayer                                                   | Narciarstwo alpejskie | gigant mężczyzn                    |
| Brąz   | Andrea Tagwerker                                                  | Saneczkarstwo         | jedynki kobiet                     |
| Brąz   | Andreas Goldberger Heinz Kuttin Stefan Horngacher Christian Moser | Skoki narciarskie     | drużynowo                          |
| Brąz   | Andreas Goldberger                                                | Skoki narciarskie     | indywidualnie na skoczni normalnej |

## Skład kadry

### Biathlon
Mężczyźni
| Zawodnik                                                          | Konkurencja         | czas biegu | Kary | Łączny czas | Pozycja |
| ----------------------------------------------------------------- | ------------------- | ---------- | ---- | ----------- | ------- |
| Ludwig Gredler                                                    | Bieg na 10 km       | 29:05,4    | 2    | 29:05,4     | 5.      |
| Wolfgang Perner                                                   | Bieg na 10 km       | 30:31,5    | 3    | 30:31,5     | 22.     |
| Franz Schuler                                                     | Bieg na 10 km       | 30:55,2    | 4    | 30:55,2     | 30.     |
| Martin Pfurtscheller                                              | Bieg na 10 km       | 31:47,2    | 5    | 31:47,2     | 43.     |
| Alfred Eder                                                       | Bieg na 20 km       | 59:43,9    | 0:00 | 59:43,9     | 10.     |
| Ludwig Gredler                                                    | Bieg na 20 km       | 55:21,6    | 5:00 | 1:00:21,6   | 18.     |
| Franz Schuler                                                     | Bieg na 20 km       | 56:01,4    | 7:00 | 1:03:01,4   | 48.     |
| Martin Pfurtscheller                                              | Bieg na 20 km       | 56:56,3    | 7:00 | 1:03:56,3   | 57.     |
| Wolfgang Perner Ludwig Gredler Franz Schuler Martin Pfurtscheller | Sztafeta 4 × 7,5 km | 1:34:02,9  | 4    | 1:34:02,9   | 9.      |

### Biegi narciarskie
Mężczyźni
| Zawodnik        | Konkurencja   | czas      | Pozycja |
| --------------- | ------------- | --------- | ------- |
| Alois Stadlober | Bieg na 10 km | 25:25,4   | 10.     |
| Alois Stadlober | Bieg na 50 km | 2:13:13,5 | 15.     |
| Alois Stadlober | Bieg łączony  | 38:37,1   | 11.     |

### Bobsleje
Mężczyźni
| Osada  | Zawodnik                                                         | Konkurencja | Ślizg 1 | Ślizg 2 | Ślizg 3 | Ślizg 4 | Łącznie | Pozycja |
| ------ | ---------------------------------------------------------------- | ----------- | ------- | ------- | ------- | ------- | ------- | ------- |
| AUT-I  | Hubert Schösser Thomas Schroll                                   | Dwójki      | 52,71   | 53,09   | 52,94   | 53,26   | 3:31,93 | 5.      |
| AUT-II | Kurt Einberger Martin Schützenauer                               | Dwójki      | 53,13   | 53,63   | 53,32   | 53,61   | 3:33,69 | 17.     |
| AUT-I  | Hubert Schösser Gerhard Redl Harald Winkler Gerhard Haidacher    | Czwórki     | 51,76   | 52,04   | 52,23   | 52,37   | 3:28,40 | 4.      |
| AUT-II | Kurt Einberger Thomas Bachler Carsten Nentwig Martin Schützenaue | Czwórki     | 51,94   | 52,22   | 52,32   | 52,43   | 3:28,91 | 6.      |

### Hokej na lodzie
Reprezentacja mężczyzn
| - Michael Puschacher - Brian Stankiewicz - Claus Dalpiaz - Martin Krainz - Jim Burton - Engelbert Linder - Mike Shea - Rob Doyle - Herbert Hohenberger - Michael Güntner - Martin Ulrich - Karl Heinzle |  | - Andreas Pusnik - Marty Dallman - Gerhard Pusnik - Manfred Mühr - Rick Nasheim - Günther Lanzinger - Gerald Ressmann - Ken Strong - Werner Kerth - Wolfgang Kromp - Dieter Kalt |

Reprezentacja Austrii brała udział w rozgrywkach grupy A turnieju olimpijskiego w której zajęła 5. miejsce. Ostatecznie reprezentacja Austrii została sklasyfikowana na 12. miejscu.

#### Runda pierwsza
Grupa a
| Drużyna   | M | Mecze | Mecze | Mecze | Bramki | Bramki | Bramki | Pkt |
| Drużyna   | M | W     | R     | P     | +      | -      | +/-    | Pkt |
| --------- | - | ----- | ----- | ----- | ------ | ------ | ------ | --- |
| Finlandia | 5 | 5     | 0     | 0     | 25     | 4      | +21    | 10  |
| Niemcy    | 5 | 3     | 0     | 2     | 11     | 14     | -3     | 6   |
| Czechy    | 5 | 3     | 0     | 2     | 16     | 11     | +5     | 6   |
| Rosja     | 5 | 3     | 0     | 2     | 20     | 14     | +6     | 6   |
| Austria   | 5 | 1     | 0     | 4     | 13     | 28     | -15    | 2   |
| Norwegia  | 5 | 0     | 0     | 5     | 5      | 19     | -14    | 0   |

Wyniki
|  | Austria | 3:4 | Niemcy |  |

|  |  |  |  |  |

|  | Czechy | 7:3 | Austria |  |

|  |  |  |  |  |

|  | Austria | 1:9 | Rosja |  |

|  |  |  |  |  |

|  | Finlandia | 6:2 | Austria |  |

|  |  |  |  |  |

|  | Norwegia | 2:4 | Austria |  |

|  |  |  |  |  |

### Mecz o miejsca 9 - 12
| 22 lutego 1994 | Francja | 4:4 | Austria |  |

|  |  |  |  |  |

### Kombinacja norweska
Mężczyźni
| Zawodnik           | Konkurencja   | Skoki narciarskie | Skoki narciarskie | Skoki narciarskie | Skoki narciarskie | Skoki narciarskie | Skoki narciarskie | Bieg narciarski | Bieg narciarski | Strata    | Pozycja |
| Zawodnik           | Konkurencja   | Skok 1            | Nota              | Skok 2            | Nota              | Punkty            | Pozycja           | Czas biegu      | Pozycja         | Strata    | Pozycja |
| ------------------ | ------------- | ----------------- | ----------------- | ----------------- | ----------------- | ----------------- | ----------------- | --------------- | --------------- | --------- | ------- |
| Mario Stecher      | Indywidualnie | 83,5              | 99,0              | 89,0              | 112,0             | 211,0             | 11.               | 43:09,2         | 47.             | + 8:01,3  | 27.     |
| Felix Gottwald     | Indywidualnie | 84,0              | 101,5             | 78,5              | 89,0              | 190,5             | 32.               | 41:26,1         | 34.             | + 8:34,2  | 37.     |
| Georg Riedlsperger | Indywidualnie | 78,0              | 90,0              | 83,0              | 103,0             | 193,0             | 26.               | 43:00,2         | 44.             | + 9:52,3  | 40.     |
| Robert Stadelmann  | Indywidualnie | 84,0              | 102,0             | 77,5              | 88,5              | 190,5             | 32.               | 43:07,6         | 45.             | + 10:15,7 | 41.     |

Drużynowo
| Zawodnik                                        | Skoki narciarskie | Skoki narciarskie | Skoki narciarskie | Skoki narciarskie | Skoki narciarskie | Skoki narciarskie | Bieg narciarski | Bieg narciarski | Strata    | Miejsce |
| Zawodnik                                        | Skok 1            | Skok 1            | Skok 2            | Skok 2            | Nota Łącznie      | Pozycja           | Bieg narciarski | Bieg narciarski | Strata    | Miejsce |
| Zawodnik                                        | Odległość         | Nota              | Odległość         | Nota              | Nota Łącznie      | Pozycja           | Czas biegu      | Pozycja         | Strata    | Miejsce |
| ----------------------------------------------- | ----------------- | ----------------- | ----------------- | ----------------- | ----------------- | ----------------- | --------------- | --------------- | --------- | ------- |
| Georg Riedlsperger Mario Stecher Felix Gottwald | 87,5 86,5 87,0    | 110,5 106,0 105,5 | 85,5 80,0 78,0    | 108,0 91,0 88,0   | 609,0             | 5.                | 1:38:09,5       | 10.             | + 15:33,6 | 9.      |

### Łyżwiarstwo szybkie
Mężczyźni
| Zawodnik           | Konkurencja   | Konkurencja   | Konkurencja    | Konkurencja    | Konkurencja    | Konkurencja    | Konkurencja    | Konkurencja    | Konkurencja      | Konkurencja      |
| Zawodnik           | Bieg na 500 m | Bieg na 500 m | Bieg na 1000 m | Bieg na 1000 m | Bieg na 1500 m | Bieg na 1500 m | Bieg na 5000 m | Bieg na 5000 m | Bieg na 10 000 m | Bieg na 10 000 m |
| Zawodnik           | Czas          | Miejsce       | Czas           | Miejsce        | Czas           | Miejsce        | Czas           | Miejsce        | Czas             | Miejsce          |
| ------------------ | ------------- | ------------- | -------------- | -------------- | -------------- | -------------- | -------------- | -------------- | ---------------- | ---------------- |
| Roland Brunner     | 37,43         | 22.           | 1:14,08        | 12.            | 1:55,78        | 22.            |                |                |                  |                  |
| Michael Hadschieff |               |               |                |                | 1:55,09        | 17.            | 6:53,02        | 9.             | 14:12,09         | 9.               |
| Christian Eminger  |               |               |                |                |                |                | 6:53,18        | 10.            | 14:15,14         | 10.              |

Kobiety
| Zawodnik      | Konkurencja   | Konkurencja   | Konkurencja    | Konkurencja    | Konkurencja    | Konkurencja    | Konkurencja    | Konkurencja    | Konkurencja    | Konkurencja    |
| Zawodnik      | Bieg na 500 m | Bieg na 500 m | Bieg na 1000 m | Bieg na 1000 m | Bieg na 1500 m | Bieg na 1500 m | Bieg na 3000 m | Bieg na 3000 m | Bieg na 5000 m | Bieg na 5000 m |
| Zawodnik      | Czas          | Miejsce       | Czas           | Miejsce        | Czas           | Miejsce        | Czas           | Miejsce        | Czas           | Miejsce        |
| ------------- | ------------- | ------------- | -------------- | -------------- | -------------- | -------------- | -------------- | -------------- | -------------- | -------------- |
| Emese Antal   | 41,59         | 27.           | 1:22,34        | 22.            | 2:07,72        | 19.            | 4:27,91        | 13.            | 7:46,78        | 15.            |
| Emese Hunyady |               |               | 1:20,42        | 7.             | 2:02,19        | złoto          | 4:18,14        | srebro         | 7:38,62        | 12.            |

### Narciarstwo alpejskie
Mężczyźni
| Zawodnik             | Konkurencja | Konkurencja | Konkurencja              | Konkurencja              | Konkurencja       | Konkurencja       | Konkurencja   | Konkurencja   | Konkurencja                 | Konkurencja                 | Konkurencja                 | Konkurencja                 | Konkurencja         | Konkurencja                         | Konkurencja                         | Konkurencja                         |
| Zawodnik             | Zjazd       | Zjazd       | Supergigant              | Supergigant              | Slalom gigant     | Slalom gigant     | Slalom gigant | Slalom gigant | Slalom specjalny            | Slalom specjalny            | Slalom specjalny            | Slalom specjalny            | Kombinacja          | Kombinacja                          | Kombinacja                          | Kombinacja                          |
| Zawodnik             | Czas        | Pozycja     | Czas                     | Pozycja                  | Czas 1. przejazdu | Czas 2. przejazdu | Czas łączny   | Pozycje       | Czas 1. przejazdu           | Czas 2. przejazdu           | Czas łączny                 | Pozycja                     | Zjazd               | Slalom                              | czas łączny                         | Pozycja                             |
| -------------------- | ----------- | ----------- | ------------------------ | ------------------------ | ----------------- | ----------------- | ------------- | ------------- | --------------------------- | --------------------------- | --------------------------- | --------------------------- | ------------------- | ----------------------------------- | ----------------------------------- | ----------------------------------- |
| Patrick Ortlieb      | 1:46,01     | 4.          |                          |                          |                   |                   |               |               |                             |                             |                             |                             |                     |                                     |                                     |                                     |
| Hannes Trinkl        | 1:46,22     | 6.          | Nie ukończył konkurencji | Nie ukończył konkurencji |                   |                   |               |               |                             |                             |                             |                             |                     |                                     |                                     |                                     |
| Armin Assinger       | 1:46,68     | 15.         | 1:33,84                  | 11.                      |                   |                   |               |               |                             |                             |                             |                             |                     |                                     |                                     |                                     |
| Günther Mader        | 1:46,87     | 19.         | 1:33,50                  | 9.                       | 1:29,37           | 1:24,29           | 2:53,66       | 11.           | Nie ukończył 1-go przejazdu | Nie ukończył 1-go przejazdu | Nie ukończył 1-go przejazdu | Nie ukończył 1-go przejazdu | 1:38,46             | 1:40,46                             | 3:19,23                             | 4.                                  |
| Christian Mayer      |             |             |                          |                          | 1:28,34           | 1:24,24           | 2:52,58       | brąz          |                             |                             |                             |                             | 1:39,86             | Nie ukończył 1-go przejazdu slalomu | Nie ukończył 1-go przejazdu slalomu | Nie ukończył 1-go przejazdu slalomu |
| Rainer Salzgeber     |             |             |                          |                          | 1:29,51           | 1:23,36           | 2:52,87       | 5.            |                             |                             |                             |                             |                     |                                     |                                     |                                     |
| Bernhard Gstrein     |             |             |                          |                          | 1:29,13           | 1:24,22           | 2:53,35       | 8.            | Nie ukończył 1-go przejazdu | Nie ukończył 1-go przejazdu | Nie ukończył 1-go przejazdu | Nie ukończył 1-go przejazdu |                     |                                     |                                     |                                     |
| Thomas Stangassinger |             |             |                          |                          |                   |                   |               |               | 1:01,00                     | 1:01,02                     | 2:02,02                     | złoto                       |                     |                                     |                                     |                                     |
| Thomas Sykora        |             |             |                          |                          |                   |                   |               |               | 1:02,03                     | Nie ukończył 2-go przejazdu | Nie ukończył 2-go przejazdu | Nie ukończył 2-go przejazdu |                     |                                     |                                     |                                     |
| Hans Knauß           |             |             | 1:34,65                  | 20.                      |                   |                   |               |               |                             |                             |                             |                             | Nie ukończył zjazdu | Nie ukończył zjazdu                 | Nie ukończył zjazdu                 | Nie ukończył zjazdu                 |

Kobiety
| Zawodniczka                   | Konkurencja               | Konkurencja               | Konkurencja | Konkurencja | Konkurencja                  | Konkurencja                  | Konkurencja                  | Konkurencja                  | Konkurencja                  | Konkurencja                  | Konkurencja                  | Konkurencja                  | Konkurencja | Konkurencja                                     | Konkurencja                                     | Konkurencja                                     |
| Zawodniczka                   | Zjazd                     | Zjazd                     | Supergigant | Supergigant | Slalom gigant                | Slalom gigant                | Slalom gigant                | Slalom gigant                | Slalom specjalny             | Slalom specjalny             | Slalom specjalny             | Slalom specjalny             | Kombinacja  | Kombinacja                                      | Kombinacja                                      | Kombinacja                                      |
| Zawodniczka                   | Czas                      | Pozycja                   | Czas        | Pozycja     | Czas 1. przejazdu            | Czas 2. przejazdu            | Czas łączny                  | Pozycja                      | Czas 1. przejazdu            | Czas 2. przejazdu            | Czas łączny                  | Pozycja                      | Zjazd       | Slalom                                          | Czas łączny                                     | Pozycja                                         |
| ----------------------------- | ------------------------- | ------------------------- | ----------- | ----------- | ---------------------------- | ---------------------------- | ---------------------------- | ---------------------------- | ---------------------------- | ---------------------------- | ---------------------------- | ---------------------------- | ----------- | ----------------------------------------------- | ----------------------------------------------- | ----------------------------------------------- |
| Veronika Wallinger-Stallmaier | 1:37,94                   | 14.                       | 1:23,83     | 22.         |                              |                              |                              |                              |                              |                              |                              |                              |             |                                                 |                                                 |                                                 |
| Anja Haas                     | 1:38,98                   | 31.                       |             |             |                              |                              |                              |                              |                              |                              |                              |                              | 1:30,01     | Nie ukończyła 1-go przejazdu slalomu            | Nie ukończyła 1-go przejazdu slalomu            | Nie ukończyła 1-go przejazdu slalomu            |
| Renate Götschl                | Nie ukończyła konkurencji | Nie ukończyła konkurencji |             |             |                              |                              |                              |                              |                              |                              |                              |                              |             |                                                 |                                                 |                                                 |
| Ingrid Stöckl                 | Nie ukończyła konkurencji | Nie ukończyła konkurencji |             |             |                              |                              |                              |                              |                              |                              |                              |                              | 1:29,97     | Dyskwalifikacja w pierwszym przejeździe slalomu | Dyskwalifikacja w pierwszym przejeździe slalomu | Dyskwalifikacja w pierwszym przejeździe slalomu |
| Anita Wachter                 |                           |                           | 1:23,01     | 9.          | 1:21,18                      | 1:11,88                      | 2:33,06                      | 4.                           | Nie ukończyła 1-go przejazdu | Nie ukończyła 1-go przejazdu | Nie ukończyła 1-go przejazdu | Nie ukończyła 1-go przejazdu |             |                                                 |                                                 |                                                 |
| Sylvia Eder                   |                           |                           | 1:23,51     | 15.         | 1:23,03                      | 1:13,45                      | 2:36,48                      | 14.                          |                              |                              |                              |                              |             |                                                 |                                                 |                                                 |
| Monika Maierhofer             |                           |                           |             |             |                              |                              |                              |                              | 1:01,05                      | 57,69                        | 1:58,74                      | 12.                          |             |                                                 |                                                 |                                                 |
| Steffi Schuster               |                           |                           | 1:24,76     | 30.         |                              |                              |                              |                              |                              |                              |                              |                              |             |                                                 |                                                 |                                                 |
| Alexandra Meissnitzer         |                           |                           |             |             | Nie ukończyła 1-go przejazdu | Nie ukończyła 1-go przejazdu | Nie ukończyła 1-go przejazdu | Nie ukończyła 1-go przejazdu |                              |                              |                              |                              |             |                                                 |                                                 |                                                 |
| Elfi Eder                     |                           |                           |             |             |                              |                              |                              |                              | 59,54                        | 56,81                        | 1:56,35                      | srebro                       |             |                                                 |                                                 |                                                 |

### Narciarstwo dowolne
Mężczyźni
| Christian Rijavec | Skoki akrobatyczne | 101,27 | 84,84 | 186,11 | 14. | Nie awansował | Nie awansował | Nie awansował | Nie awansował |

### Saneczkarstwo
Mężczyźni
| Zawodnik                      | Konkurencja | Ślizg 1 | Ślizg 2 | Ślizg 3 | Ślizg 4 | Łącznie  | Pozycja |
| ----------------------------- | ----------- | ------- | ------- | ------- | ------- | -------- | ------- |
| Markus Prock                  | Jedynki     | 50,300  | 50,566  | 50,166  | 50,552  | 3:21,584 | srebro  |
| Gerhard Gleirscher\|          | Jedynki     | 50,857  | 50,811  | 50,352  | 50,549  | 3:22,569 | 7.      |
| Markus Schmidt                | Jedynki     | 50,664  | 50,870  | 50,750  | 50,830  | 3:21,114 | 10.     |
| Tobias Schiegl Markus Schiegl | Dwójki      | 48,802  | 48,893  |         |         | 1:37,695 | 10.     |

Kobiety
| Zawodnik         | Konkurencja | Ślizg 1 | Ślizg 2 | Ślizg 3 | Ślizg 4 | Łącznie  | Pozycja |
| ---------------- | ----------- | ------- | ------- | ------- | ------- | -------- | ------- |
| Andrea Tagwerker | Jedynki     | 48,961  | 49,157  | 49,277  | 49,257  | 3:16,652 | brąz    |
| Angelika Neuner  | Jedynki     | 49,055  | 49,152  | 49,315  | 49,379  | 3:16,901 | 4.      |
| Doris Neuner     | Jedynki     | 49,331  | 49,717  | 49,319  | 49,459  | 3:17,826 | 10.     |

### Skoki narciarskie
Mężczyźni
| Konkurencja             | Skoczek                                                           | Skok 1                  | Skok 1                  | Skok 2                  | Skok 2                 | Nota  | Pozycja |
| Konkurencja             | Skoczek                                                           | odległość               | Nota                    | odległość               | Nota                   | Nota  | Pozycja |
| ----------------------- | ----------------------------------------------------------------- | ----------------------- | ----------------------- | ----------------------- | ---------------------- | ----- | ------- |
| Skocznia normalna K-90  | Andreas Goldberger                                                | 98,0                    | 134,0                   | 93,5                    | 124,0                  | 258,0 | 7.      |
| Skocznia normalna K-90  | Christian Moser                                                   | 92,0                    | 121,0                   | 95,0                    | 125,0                  | 246,0 | 10.     |
| Skocznia normalna K-90  | Stefan Horngacher                                                 | 94,5                    | 124,0                   | 94,5                    | 118,5                  | 242,5 | 12.     |
| Skocznia normalna K-90  | Heinz Kuttin                                                      | 89,5                    | 114,5                   | 82,0                    | 98,5                   | 213,0 | 25.     |
| Skocznia duża K-120     | Andreas Goldberger                                                | 128,5                   | 133,8                   | 121,5                   | 121,2                  | 255,0 | brąz    |
| Skocznia duża K-120     | Heinz Kuttin                                                      | 113,0                   | 103,4                   | 112,5                   | 104,0                  | 207,4 | 12.     |
| Skocznia duża K-120     | Stefan Horngacher                                                 | 107,5                   | 93,0                    | 105,0                   | 88,5                   | 181,5 | 19.     |
| Skocznia duża K-120     | Christian Moser                                                   | 103,5                   | 83,3                    | 99,0                    | 77,2                   | 160,5 | 26.     |
| Konkurs drużynowy K-120 | Andreas Goldberger Stefan Horngacher Heinz Kuttin Christian Moser | 123,5 124,0 115,0 122,5 | 122,3 120,7 107,5 121,5 | 127,5 120,5 117,5 105,0 | 132,0 115,9 111,0 88,0 |       | brąz    |